# Colwyn Rowe
Colwyn Roger Rowe (Ipswich, 22 de março de 1956) é um ex-futebolista e treinador de futebol britânico. Atualmente está sem clube.

## Carreira

### Jogador
Como jogador, Rowe atuava como meio-campista, destacando-se pelo Colchester United, entre 1973 e 1975. Encerrou a carreira prematuramente, aos 20 anos de idade, pelo Chelmsford City.

### Treinador
Ainda muito jovem, iniciou a carreira de treinador no Lowestoft Town. Passou também por Ipswich Wanderers e Woodbridge Town, Heybridge Swifts (equipes de divisões inferiores da Inglaterra) até assumir pela primeira vez o comando de uma seleção, no caso, a da Jordânia, na categoria Sub-17. Seu principal trabalho foi no comando da Seleção de Botsuana, entre 2006 e 2008.
Teve ainda passagens curtas pelo time Sub-19 do Al-Ahly (Egito) e pela Seleção São-Vicentina.